# اختطاف نظام أسماء النطاقات
اختطاف نظام أسماء النطاقات (DNS hijacking) هي عملية لإفساد عمل نظام اسم المجال أو للتحكم به. ويمكن تحقيق عملية الاختطاف هذه عبر برامج ضارة malware يمكنها من تجاوز إعدادات حزمة بروتوكولات الإنترنت الخاصة بالكمبيوتر وتحويل مسار اسم المجال الطبيعي إلى اسم المجال المختطف عبر المختطفين، أو من خلال تعديل بيانات نظام أسماء النطاقات إلى بيانات لا تتوافق مع معايير الإنترنت.
ويمكن إجراء عملية الاختطاف هذه لأغراض غير جيدة كمثال على ذلك عمليه تسمى التصيد phishing أو لأغراض تخدم المصالح الذاتية من قبل مقدمي خدمات الإنترنت في الدول (مزود خدمة الإنترنت) للتحكم بحركة الإنترنت ومراقبتها، أو حتى لإغلاق المواقع الغير مرغوبة.

## خلفيه تقنيه
أحد أهم وظائف عمل خوادم ال DNS انه يقوم بتحويل اسم النطاق إلى عنوان أي بي IP address وهو ما تحتاجه التطبيقات أو البرامج لتستطيع الاتصال بموارد بالانترنت Internet Resources مثل موقع الويب. هذه الوظائف تعرف بالعديد من اشكال معايير الإنترنت Internet Standards والتي تعرف البرتكول الخاص بتفاصيل هامه.

## أنواع هجوم اختطافنظام أسماء النطاقات
هناك أربعة أنواع أساسية لإعادة توجيه نظام أسماء النطاقات:
- قرصنة نظام أسماء النطاقات المحلي - يقوم المهاجمون بتثبيت برنامج طروادة الضار على كمبيوتر المستخدم، وتغيير إعدادات نظام أسماء النطاقات المحلية لإعادة توجيه المستخدم إلى مواقع ضارة.
- اختطاف نظام أسماء النطاقات لجهاز التوجيه - تحتوي العديد من أجهزة التوجيه على كلمات مرور افتراضية أو نقاط ضعف في البرامج الثابتة. يمكن للمهاجمين الاستيلاء على جهاز توجيه والكتابة فوق إعدادات نظام أسماء النطاقات، مما يؤثر على جميع المستخدمين المتصلين بهذا الموجه.
- رجل في هجمات نظام أسماء النطاقات الوسطى - يعترض المهاجمون الاتصال بين مستخدم وخادم نظام أسماء النطاقات، ويقدمون عناوين أي بي وجهة مختلفة تشير إلى مواقع ضارة.
- أسماء النطاقات للمواقع المرغوبة (Rogue DNS server) - يمكن للمهاجمين اختراق خادم نظام أسماء النطاقات وتغيير سجلات نظام أسماء النطاقات لإعادة توجيه طلبات نظام أسماء النطاقات إلى مواقع ضارة.